# Grytviken

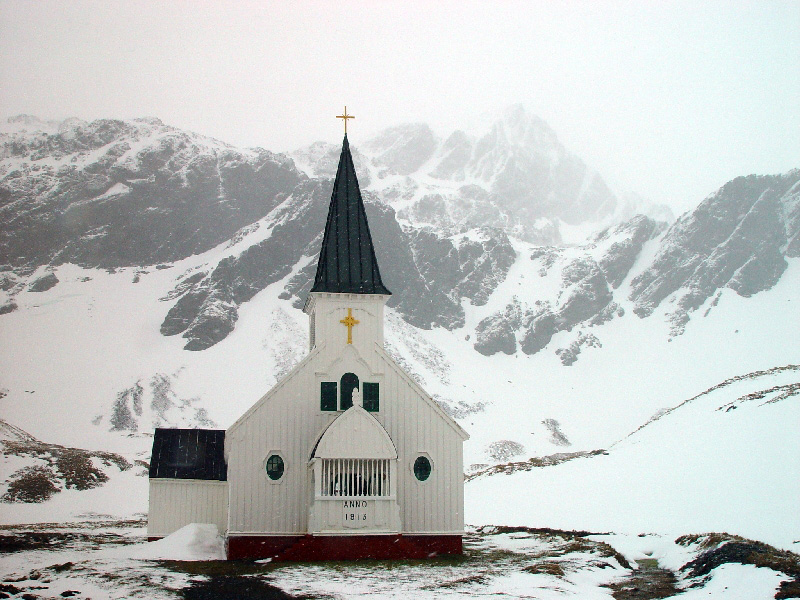
Biserica

Grytviken este principala așezare a teritoriului britanic, aflat în Atlanticul de Sud, format din arhipelagul Georgia de Sud și Insulele Sandwich de Sud, teritoriu revendicat de către Argentina. Localitatea Grytviken este în cea mai mare parte a anului părăsită, aici locuind doar din octombrie până în martie personalul Muzeului Georgiei de Sud, care este cazat în baza de studii antarctice British Antarctic Survey aflată în King Edward Point, la un kilometru de Grytviken. 

## Istorie
Grytviken a fost centrul de procesare a balenelor din Atlanticul de Sud între anii 1904-1965. De asemenea, era un refugiu pentru expedițiile către Antarctica. Între 1901 și 1904 când expediția antarctică suedeză condusă de Otto Nordenskjöld a trecut pe aici a găsit cazanele în care spaniolii și hispanoamericanii topeau grăsimea de balenă sau procesau carnea acestora, astfel J. Gunnar Andersson, unul dintre membrii expediției, a numit așezarea Grytviken, care în limba suedeză înseamnă portul cazanelor.
Compania argentiniană de pescuit care funcționa aici arbora steagul argentinian. Compania fusese creată de Carl Anton Larsen, persoană născută în Norvegia. La 1 ianuarie 1905 biroul meteorologic argentinian, instituție a statului Argentina, a funcționat aici până în 1945 când britanicii au evacuat populația civilă argentiniană.
În 1913 s-a construit biserica, iar în anul 1930 localitatea avea 1200 locuitori.
Solveig Gunbjörg Jacobsen, a fost prima persoană născută în Grytviken și, astfel, prima persoană născută în frontul polar. S-a născut la data de 3 octombrie 1913. Nașterea a fost înregistrată de către James Wilson, reprezentat al Marii Britanii în Georgia de Sud.

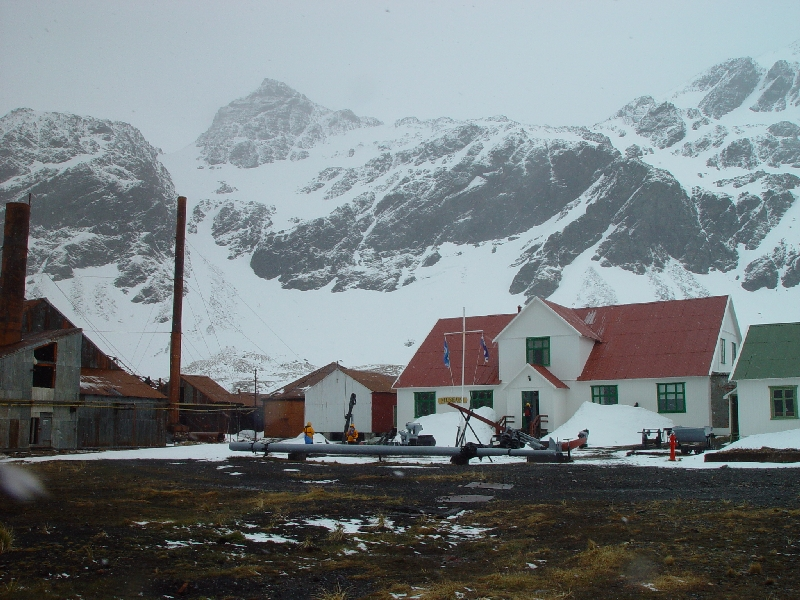
Muzeul Georgiei de Sud

Populația de balene a scăzut în mod drastic de-a lungul celor 60 de ani de exploatare a acestora. În 1966, Compania argentiniană de pescuit și-a încetat activitatea. În urma acesteia au rămas până în zilele noastre numeroase oase de balenă.

## Clima
Temperatura medie anuală este de 1,7 °C. Temperatura medie lunară cea mai ridicată este în lunile de vară australă, respectiv ianuarie și februarie cu 5 °C, iar cea mai scăzută în luna iulie cu -2 °C. Cantitatea de precipitații anuală este de 1.395 litri pe an. Vremea este în general înnourată, cu doar 1.282 ore ore însorite pe an.

## Starea actuală
După zeci de ani în care a fost centrul procesării cărnii de balenă, așezarea și-a pierdut în totalitate populația permanentă. Actualmente zona a fost ecologizată, fiind curățată de resturile de țiței, azbest, alte produse chimice și gunoaie care au rezultat din procesul prelucrării cărnii și al conviețuirii pe insulă.
S-au renovat biserica, cimitirul și o serie de clădiri din localitate, creându-se, astfel, Muzeul Georgiei de Sud. Muzeu prevăzut și cu căsuță poștală.
În perspectivă există un proiect de realizare a unei hidrocentrale pe lacul din apropiere.